# Wierzbówki
Wierzbówki (Cettiinae) – podrodzina ptaków z rodziny wierzbówkowatych (Cettiidae).

## Występowanie
Podrodzina obejmuje gatunki występujące w Eurazji, Afryce i Oceanii.

## Systematyka
Do podrodziny należą następujące rodzaje:
- Tesia Hodgson, 1837
- Cettia Bonaparte, 1834
- Hemitesia Chapin, 1948
- Urosphena Swinhoe, 1877
- Abroscopus E.C.S. Baker, 1930
- Phyllergates Sharpe, 1883
- Tickellia Blyth, 1861 – jedynym przedstawicielem jest Tickellia hodgsoni (F. Moore, 1854) – bambusóweczka
- Horornis Hodgson, 1845